# Copris cheni
Copris cheni är en skalbaggsart som beskrevs av Ochi, Kon och Bai 2007. Copris cheni ingår i släktet Copris och familjen bladhorningar. Inga underarter finns listade i Catalogue of Life.